# Malé Dvorníky
Malé Dvorníky (ungarisch Kisudvarnok) ist eine Gemeinde im Südwesten der Slowakei mit 1197 Einwohnern (Stand 31. Dezember 2024). Sie gehört zum Okres Dunajská Streda, einem Teil des Trnavský kraj.

## Geographie
Die Gemeinde befindet sich im slowakischen Donautiefland auf der Flussinsel Žitný ostrov. Der Boden ist fruchtbar und für Landwirtschaft sehr geeignet, näher zur Kleinen Donau befinden sich einige Sümpfe. Das Ortszentrum liegt auf einer Höhe von 115 m n.m. und ist drei Kilometer von Dunajská Streda entfernt.
Nachbarorte sind Malé Blahovo (zur Stadt Dunajská Streda gehörend), Dunajský Klátov und Veľké Dvorníky.

## Geschichte
Archäologische Funde auf der Anhöhe Kápolnadomb beweisen eine Besiedlung des Gebietes aus der Zeit der Kelten und Awaren.
Der Ort wurde zum ersten Mal 1252 schriftlich erwähnt und war von Dienern der Pressburger Burg bewohnt. 1356 erscheint der Name Oduor.
Bis 1919 gehörte der im Komitat Pressburg liegende Ort zum Königreich Ungarn und kam danach zur Tschechoslowakei beziehungsweise heute Slowakei. Auf Grund des Ersten Wiener Schiedsspruchs lag er 1938–1945 noch einmal in Ungarn.
1960–1990 war Malé Dvorníky mit dem Nachbarort Veľké Dvorníky in der Gemeinde Dvorníky na Ostrove fusioniert.
2013 gewann die Gemeinde die gesamtslowakische Runde des Wettbewerbs „Dorf des Jahres“, nachdem sie schon 2009 eine Auszeichnung in der Kategorie „Dorf als Partner“ erhielt.

## Bevölkerung
| Jahr                | 1994 | 2004     | 2014     | 2024     |
| ------------------- | ---- | -------- | -------- | -------- |
| Anzahl der Personen | 813  | 942      | 1087     | 1197     |
| Unterschied         |      | +15,86 % | +15,39 % | +10,11 % |

| Jahr                | 2023 | 2024    |
| ------------------- | ---- | ------- |
| Anzahl der Personen | 1187 | 1197    |
| Unterschied         |      | +0,84 % |

Nach der Volkszählung 2011 wohnten in Malé Dvorníky 1038 Einwohner, davon 920 Magyaren, 113 Slowaken und zwei Tschechen. Drei Einwohner machten keine Angabe. 873 Einwohner bekannten sich zur römisch-katholischen Kirche, 69 Einwohner zur reformierten Kirche, sieben Einwohner zur evangelischen Kirche A. B., drei Einwohner zur griechisch-katholischen Kirche und je ein Einwohner zur orthodoxen Kirche, zur evangelisch-methodistischen Kirche und zum Judentum. 68 Einwohner waren konfessionslos und bei 15 Einwohnern ist die Konfession nicht ermittelt
Ergebnisse der Volkszählung 2001 (894 Einwohner):
| Nach Ethnie: - 92,51 % Magyaren - 7,16 % Slowaken - 0,11 % Ukrainer | Nach Konfession: - 87,58 % römisch-katholisch - 3,13 % konfessionslos - 1,57 % keine Angabe - 0,45 % evangelisch - 0,11 % griechisch-katholisch |

## Persönlichkeiten
- Ákos Szarka (* 1990), Fußballspieler